# Дібрівська сільська рада (Малинський район)
Дібрівська сільська рада (Дубровська сільська рада) — колишня адміністративно-територіальна одиниця та орган місцевого самоврядування у Базарському і Малинському районах Коростенської і Волинської округ, Київської й Житомирської областей Української РСР та України з адміністративним центром у селі Діброва.

## Населені пункти
Сільській раді були підпорядковані населені пункти:
- с. Діброва
- с. Гуска
- с. Лісна Колона
- с. Нова Діброва
- с. Ярочище

## Населення
Кількість населення ради, станом на 1923 рік, становила 1 147 осіб, кількість дворів — 343.
Відповідно до результатів перепису населення СРСР, кількість населення ради, станом на 12 січня 1989 року, становила 1 025 осіб.
Станом на 5 грудня 2001 року, відповідно до перепису населення України, кількість мешканців сільської ради становила 819 осіб.

## Склад ради
Рада складалася з 14 депутатів та голови.

## Керівний склад попередніх скликань
| ПІБ                      | Основні відомості                                                 | Дата обрання | Дата звільнення |
| ------------------------ | ----------------------------------------------------------------- | ------------ | --------------- |
| Лакей Василь Миколайович | Сільський голова, 1962 року народження, освіта вища, безпартійний | 26.03.2006   | 31.10.2010      |
| Лакей Василь Миколайович | Сільський голова, 1962 року народження, освіта вища, безпартійний | 31.10.2010   |                 |

Примітка: таблиця складена за даними джерела.

## Історія
Створена 1923 року, з назвою Дубровська сільська рада, в с. Дуброва (Діброва) Нововороб'ївської волості Овруцького повіту Волинської губернії. Станом на 1 жовтня 1941 року в підпорядкуванні ради перебували хутори Венжиговка та Рудницьке, котрі, станом на 1 вересня 1946 року, не перебувають на обліку населених пунктів.
Станом на 1 вересня 1946 року Дубровська сільська рада входила до складу Базарського району Житомирської області, на обліку в раді перебували с. Дуброва та хутори Нова Дуброва (згодом — Нова Діброва) та Ярочище.
14 березня 1960 року до складу ради включено села Гуска та Лісна Колона Рутвянської сільської ради Малинського району.
На 1 січня 1972 року Дібрівська сільська рада входила до складу Малинського району Житомирської області, на обліку в раді перебували села Діброва, Гуска, Лісна Колона, Нова Діброва та Ярочище.
Виключена з облікових даних 17 липня 2020 року. Територію та населені пункти ради, відповідно до розпорядження Кабінету Міністрів України № 711-р від 12 червня 2020 року «Про визначення адміністративних центрів та затвердження територій територіальних громад Житомирської області», включено до складу Малинської міської територіальної громади Коростенського району Житомирської області.
Входила до складу Базарського (7.03.1923 р.) та Малинського (21.01.1959 р.) районів.